# Sabrina Jaquet
Sabrina Jaquet (* 21. Juni 1987 in La Chaux-de-Fonds) ist eine Schweizer Badmintonspielerin. 

## Karriere
Sabrina Jaquet gewann 2006 ihre ersten nationalen Titel in der Schweiz, wobei sie sowohl im Damendoppel als auch im Mixed erfolgreich war. In den folgenden vier Jahren verteidigte sie in beiden Disziplinen die Titel, wobei sie wie bei ihren ersten Titelgewinnen immer mit Corinne Jörg und Anthony Dumartheray am Start war. 2011 war sie erneut doppelt erfolgreich, diesmal jedoch im Damendoppel mit Ornella Dumartheray startend.

## Sportliche Erfolge
| Saison | Veranstaltung                     | Disziplin   | Platz | Name                                 |
| ------ | --------------------------------- | ----------- | ----- | ------------------------------------ |
| 2006   | Schweizer Juniorenmeisterschaften | Mixed       | 1     | Anthony Dumartheray / Sabrina Jaquet |
| 2006   | Schweizer Einzelmeisterschaften   | Mixed       | 1     | Anthony Dumartheray / Sabrina Jaquet |
| 2006   | Schweizer Einzelmeisterschaften   | Damendoppel | 1     | Corinne Jörg / Sabrina Jaquet        |
| 2007   | Schweizer Einzelmeisterschaften   | Mixed       | 1     | Anthony Dumartheray / Sabrina Jaquet |
| 2007   | Schweizer Einzelmeisterschaften   | Damendoppel | 1     | Corinne Jörg / Sabrina Jaquet        |
| 2008   | Schweizer Einzelmeisterschaften   | Mixed       | 1     | Anthony Dumartheray / Sabrina Jaquet |
| 2008   | Schweizer Einzelmeisterschaften   | Damendoppel | 1     | Corinne Jörg / Sabrina Jaquet        |
| 2009   | Schweizer Einzelmeisterschaften   | Mixed       | 1     | Anthony Dumartheray / Sabrina Jaquet |
| 2009   | Schweizer Einzelmeisterschaften   | Damendoppel | 1     | Corinne Jörg / Sabrina Jaquet        |
| 2010   | Schweizer Einzelmeisterschaften   | Mixed       | 1     | Anthony Dumartheray / Sabrina Jaquet |
| 2010   | Schweizer Einzelmeisterschaften   | Damendoppel | 1     | Corinne Jörg / Sabrina Jaquet        |
| 2011   | Schweizer Einzelmeisterschaften   | Mixed       | 1     | Anthony Dumartheray / Sabrina Jaquet |
| 2011   | Schweizer Einzelmeisterschaften   | Damendoppel | 1     | Ornella Dumartheray / Sabrina Jaquet |